# 德国经济党
德国中产阶级帝国党（德語：Reichspartei des deutschen Mittelstandes），1920-1925年间称为德国中产阶级经济党（德語：Wirtschaftspartei des deutschen Mittelstandes），是魏玛德国的保守派政党。通称经济党（德语：德語：）。
魏玛共和国成立后，德国国家人民党（DNVP）成为主要的保守党，它希望将德国旧有资产阶级作为自己的天然支持基础。然而，事实并非如此，国家人民党很快就与广大农村利益和大企业利益绑定，因此，1920年经济党成立，成为代表新兴中产阶级观点的政党。